# Wiehlea
Wiehlea calcarifera és una mena d'aranya araneomorfa de la subfamília dels erigonins, dins de la família Linyphiidae. És l'únic membre del gènere monotípic Wiehlea.
És sinònim dels gèneres Gongylidiellum calcariferum Simon, 1884 i Wiehlea huetheri Braun, 1959
Es pot trobar a Europa.
Fou descrit per primera vegada per R. Braun l'any 1959,